# Typendrucktelegraf
Der Typendrucktelegraf ist ein von David Edward Hughes 1855 entwickelter Telegraf aus dem 19. Jahrhundert, der von den Postbeamten seinerzeit intern auch "Hughser" genannt wurde.

## Funktionsweise

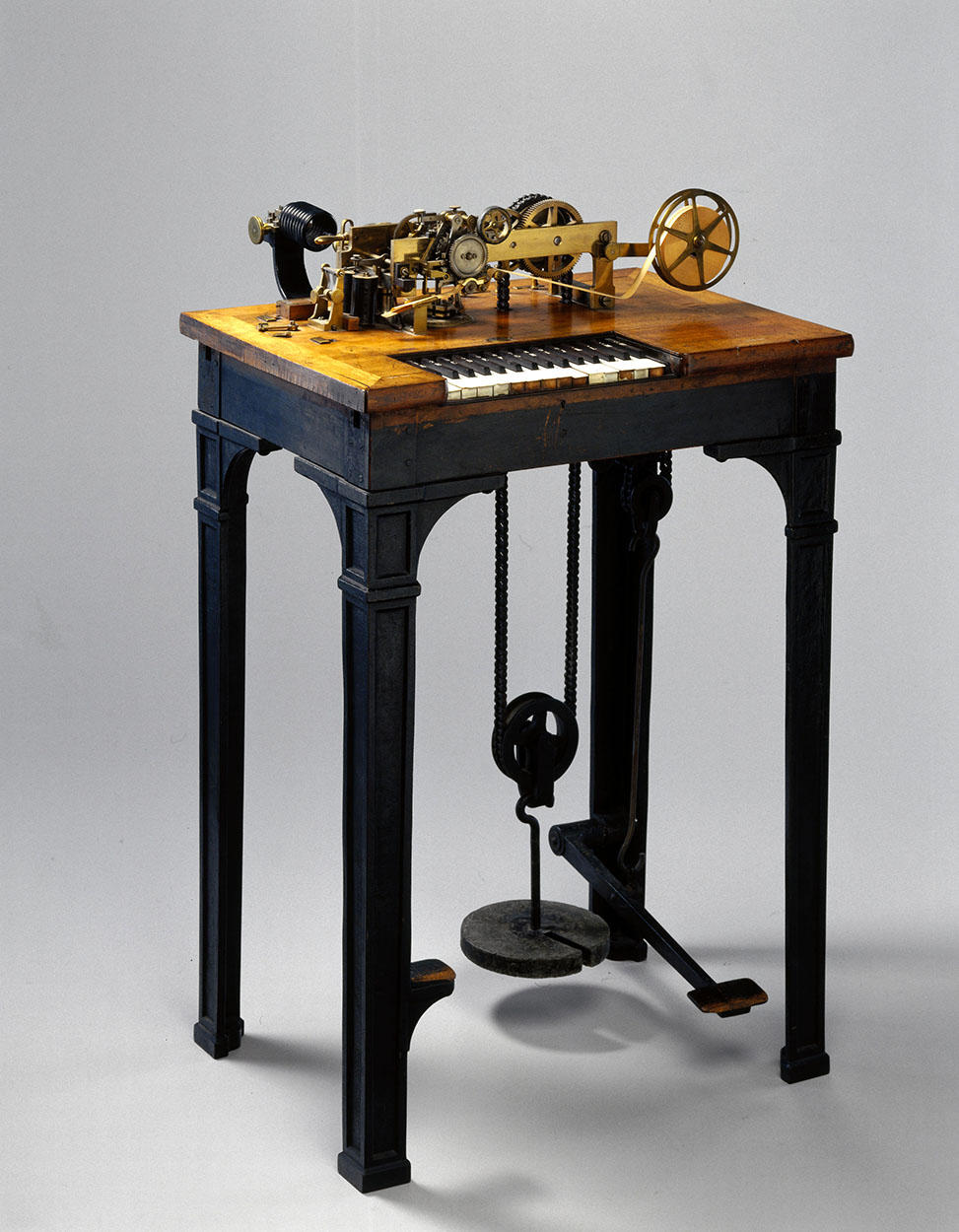
Typendrucktelegraf, 1860. Science Museum London.

Der Mechanismus ist weniger einfach, aber seine Leistungsfähigkeit bedeutend größer als diejenige des Morse-Apparats, vor dem er außerdem den Vorzug besitzt, dass die Telegramme in gewöhnlicher Druckschrift ankommen, mithin für jedermann ohne Übersetzung lesbar sind.
An der Vorderseite des Tisches befindet sich die Klaviatur, bestehend aus 28 Tasten, die mit den Buchstaben, Ziffern und Satzzeichen beschrieben sind und beim Niederdrücken die Verbindung zwischen Batterie und Leitung herstellen; dahinter, zwischen den aufrecht stehenden Apparatwangen, ist das mit einem Gewicht von 60 kg bewegte Laufwerk, verbunden mit einer Bremsvorrichtung und der in einem gusseisernen Ansatzstück des Apparattisches gelagerten Regulierlamelle, angeordnet; links neben dem Laufwerk das Elektromagnetsystem, und an der Vorderwand des Apparats sieht man die Druckvorrichtung mit dem Typenrad, wozu noch die auf der rechten Seite befestigte Papierrolle gehört. Die Vorrichtung auf der linken hinteren Ecke der Tischplatte ist ein Umschalter, der es ermöglicht, die Richtung des Telegrafierstroms beliebig zu wechseln.
Das Elektromagnetsystem des Hughes-Apparats besteht aus einem kräftigen Stahlmagnet in Hufeisenform, auf dessen Pole zwei von Elektromagnetrollen umgebene hohle Kerne von weichem Eisen so aufgesetzt sind, dass dieselben die Verlängerung der Pole bilden und an ihren oberen, mit Polschuhen versehenen Enden selbst entgegengesetzte Magnetpole besitzen.
Den Polschuhen gegenüber und im Ruhezustand auf diesen aufliegend, befindet sich der flache Eisenanker, der zwischen zwei Messingständern um die Zapfenschrauben leicht drehbar eingelagert und mit zwei nach unten reichenden Stahlfedern versehen ist, die sich gegen die Stellschrauben anlegen.
Unter Mitwirkung dieser Federn erfolgt das Abschnellen des Ankers, sobald ein Strom von solcher Richtung den Elektromagnet durchfließt, dass dessen Polarität dadurch geschwächt wird. Der Anker stößt bei seinem Abfallen gegen den Hebel einer Sperrvorrichtung, löst diese aus und bewirkt dadurch die Verkuppelung der Druckvorrichtung mit dem Laufwerk und den Abdruck desjenigen Zeichens, das sich in diesem Moment an der untersten Stelle des Typenrades befindet.
Weil nun die anziehende Kraft des Magnets nicht ausreicht, um den abgeschnellten Anker unter Überwindung der durch die Spannfedern ausgeübten Gegenkraft wieder auf die Polschuhe zurückzuführen, so überträgt Hughes diese Arbeit der Mechanik des Apparats, indem er durch ein auf der Druckachse befestigtes Exzenter den rechtsseitigen Arm des Auslösehebels G wieder emporheben und dadurch den Anker auf die Polschuhe niederdrücken lässt, die ihn dann bis zum nächsten Stromimpuls festhalten. Gleichzeitig wird während dieses Vorganges die Kuppelung selbsttätig wieder aufgehoben, die Druckachse bleibt stillstehen, und der Auslösehebel nimmt, nachdem er den Anker zurückgeführt hat, seine alte Stellung wieder ein.
Die Druckachse bildet die vordere Verlängerung der Schwungradwelle. Letztere trägt auf ihrem freien Ende ein mit feinen, schief geschnittenen Zähnen versehenes Sperrrad und einen Zapfen, auf den die Druckachse mit ihrem hinteren, entsprechend ausgehöhlten Ende aufgeschoben ist. Auf dem hinteren Ende der Druckachse ist das zweiarmige Querstück befestigt, das einerseits die drehbare Sperrklinke, anderseits die gegen die Sperrklinke drückende Feder trägt. Ein Ansatzstück legt sich im Ruhestand gegen den Anschlag des Auslösehebels, während ein an der Sperrklinke angebrachter kegelförmiger Ansatz auf einem an dem Winkel befestigten prismatischen Stahlstück, der so genannten schiefen Ebene, ruht. 
Senkt sich der rechte Arm des Auslösehebels, so gleitet der kegelförmige Ansatz der Sperrklinke von der schiefen Ebene herunter, die Sperrklinke gelangt dadurch zum Eingriff in die Zähne des Sperrrades, und die Verkuppelung der Druckachse mit der an der Bewegung des Laufwerkes beständig teilnehmenden Schwungradachse tritt ein. Nach Vollendung einer Umdrehung trifft indessen der Sperrkegel von rechts her wieder auf den prismatischen Ansatz m, steigt an demselben in die Höhe und hebt dadurch den Sperrkamm aus den Zähnen des Sperrrades; die Verkuppelung wird mithin jedes Mal selbsttätig wieder aufgehoben.
Die Druckachse ist an ihrem vorderen, außerhalb des Apparatgehäuses befindlichen, in dem Messingwinkel gelagerten Teil mit mehreren verschiedenartig geformten Nasen versehen, die die Druckvorrichtung in Tätigkeit setzen. Das Typenrad trägt auf seiner Peripherie die Buchstaben, Ziffern und Satzzeichen in erhabener Gravierung; es sitzt mit noch zwei anderen Rädern, dem in der Figur sichtbaren Korrektionsrad und dem so genannten Friktionsrad, auf derselben Achse, jedoch so, dass nur das Friktionsrad an der Bewegung des Laufwerkes teilnimmt, während die auf einer Buchse befestigten vorderen Räder sich vollständig frei um die Achse bewegen und an deren Umdrehungen nur dann sich beteiligen, wenn sie mit dem Friktionsrad durch eine ähnliche Einrückvorrichtung, wie sie zur Verkuppelung der Schwungradwelle mit der Druckachse dient, verbunden werden.
An dem mit 28 scharfen Zähnen versehenen Korrektionsrad befindet sich der mit dem Typenrad durch eine besondere Buchse verbundene Figurenwechsel. Letzterer besteht aus dem zweiarmigen Hebel, dessen Arm innerhalb eines runden Ausschnitts der Stahlscheibe spielt. Je nachdem der eine oder der andere Vorsprung dieser Scheibe eine Zahnlücke bedeckt, nimmt der Hebel und damit das Typenrad eine um ein Feld der Zeichenfolge verschobene Stellung ein.
Da nun auf dem Umfang des Typenrades Buchstaben und Ziffern, bzw. Satzzeichen miteinander abwechseln, erfolgt in dem einen Fall der Abdruck von Buchstaben, im anderen von Ziffern und Satzzeichen. Das Umlegen des Wechselhebels bewirkt ein Daumen der Druckachse, welcher bei jeder Umdrehung in eine Zahnlücke des Korrektionsrades trifft und dessen Stellung in der Weise berichtigt, dass er durch den auf die abgerundeten Zähne desselben ausgeübten Druck das Korrektionsrad und mit ihm das Typenrad etwas vorschiebt, wenn es zurückgeblieben, und zurück drückt, wenn es vorangeeilt war.
Die Lücken unter den Vorsprüngen des Wechselhebels entsprechen zwei freien Feldern des Typenrades, die zur Herstellung der Zwischenräume dienen. Im Ruhezustand liegt der Korrektionsdaumen auf der an dem Ebonitwinkel befestigten isolierten Feder und stellt dadurch eine leitende Verbindung zwischen dem Körper des Apparats und dem Elektromagnet her.
Der Abdruck der Zeichen geht in der Weise vor sich, dass das Papierband gegen die in voller Drehung begriffene Typenscheibe geschleudert wird und von den mit Druckerschwärze befeuchteten Typen diejenige abdrückt, die sich in dem betreffenden Augenblick an der tiefsten Stelle des Rades befindet.
Dieses Emporschnellen des über die Druckrolle geführten Papierbandes bewirkt ein Daumen der Druckachse, der gegen die obere Nase des um drehbaren Druckhebels trifft; gleichzeitig findet ein Fortrücken des Papierstreifens um eine Typenbreite statt, indem durch einen anderen Ansatz der Druckachse der Hebel und mit ihm der Arm niedergedrückt wird, wobei dessen hakenförmiger Ansatz in die Zähne eines mit der Druckrolle verbundenen Sperrrades eingreift und hierdurch die Druckrolle dreht.
Der dreiarmige Einstellhebel dient dazu, das Korrektionsrad und das Typenrad außer Verbindung mit dem Laufwerk zu bringen und in der Ruhelage festzuhalten. Ein auf den Knopf des horizontalen Hebelarms ausgeübter Druck bringt zunächst den als Träger von dienenden Stift in Berührung mit der darunter befindlichen, an dem Ebonitstück befestigten Blattfeder, die über unmittelbar mit der Leitung in Verbindung steht; erst wenn hierdurch der Elektromagnet ausgeschaltet ist, folgt der Hebel dem Druck nach unten und bewirkt durch einen Ansatz des Arms, der die Blattfeder mit ihrem Stahlansatz in den Bereich eines an der Sperrklinke des Korrektionsrades angebrachten Stiftes bringt, die Aufhebung der Verbindung zwischen dem Korrektions- und Typenrad und dem Laufwerk. Die Auslösung des Einstellhebels und Einlösung der Verkuppelung mit dem Sperrrad erfolgt durch Anschlagen eines Ansatzstiftes der Druckachse gegen das verlängerte Ende.
Die Stromgebung beim Hughes-Apparat erfolgt mittels einer Klaviatur von 28 Tasten, die in zwei Reihen übereinander angeordnet sind; die obere Reihe ist schwarz, die untere weiß. Alle Tasten, mit Ausnahme der ersten und fünften weißen, von links anfangend, sind mit je einem Buchstaben und einem Ziffer-, bez. Satzzeichen versehen. Die weißen Tasten dienen zur Herstellung der Zwischenräume; sie entsprechen den Nasen des Wechselhebels und werden deshalb auch angeschlagen, wenn von Buchstaben auf Ziffern oder umgekehrt übergegangen werden soll.
Die Tastenhebel haben ihren Drehpunkt in Achsen, die an der unteren Fläche einer starken Gusseisenplatte befestigt sind; auf dieser Platte ruht mittels des flantschartigen Ansatzes die Stiftbüchse, die an ihrem unteren Rand mit senkrechten Einschnitten versehen ist. Beim Niederdrücken einer Taste hebt das durch einen Einschnitt in die Stiftbüchse eingreifende freie Ende des Tastenhebels einen darüber ruhenden Kontaktstift mit seinem oberen hakenförmigen Ende längs der schrägen Fläche des konischen Ringes aus der Stiftscheibe und bringt ihn in den Weg des um eine senkrechte, innerhalb der Stahlhülse gelagerte Achse w über der Stiftscheibe kreisenden Schlittens, welchem durch konische Verzahnung mit der Typenradachse gleiche Winkelbewegung mit dem Typenrad erteilt wird. Beim Loslassen der Taste wird der Stift durch die Feder in seine Ruhelage zurückgezogen.
Auf die Schlittenachse ist eine Stahlbuchse mit vorspringenden Rändern aufgeschoben. An der Achse unwandelbar befestigt, befindet sich das gabelförmig ausgeschnittene Messingstück, dessen mittlerer vorragender Teil an seinem unteren Ende ein geschweiftes Stahlstück, die sogenannte Streichschiene, trägt. Die beiden äußern Arme dienen als Achslager für den beweglichen Teil, dessen nach außen liegendes Mittelstück den abwärts gekehrten, abgeschrägten Stahlstreifen, die Lippe, enthält. Das andere Ende des beweglichen Teils bildet einen Winkelhebel, der mit einem seitlich angebrachten Stahlstift auf dem weiteren Rande der Buchse ruht und diese bei aufsteigender Bewegung der Lippe abwärts drückt.
An der linken Seite der vorderen Apparatwange unterhalb der Achse des Auslösehebels ist der Messingwinkel angeschraubt; er bildet das Lager für den zweiarmigen Kontakthebel. Rechts trägt dieser Hebel einen seitlich angebrachten Stahlstift, der unter den oberen vorspringenden Rand der Hülse greift, so dass beim Auf- und Niedergang derselben die an dem linken Hebelarm angebrachte Blattfeder abwechselnd die Kontaktschrauben und berührt, von denen die eine mit der Batterie, die andere mit der Erde verbunden ist, während der Hebel selbst über den Körper des Apparats und die Elektromagnetrollen mit der Leitung in Verbindung steht.
Jedes Mal, wenn der Schlitten einen gehobenen Kontaktstift passiert, wird mithin durch das Niedergehen der Buchse und des Hebelarms ein Strom in die Leitung gesendet, der sowohl auf dem gebenden als auf dem empfangenden Amte die Apparate zum Ansprechen bringt und den Abdruck des betreffenden Buchstabens bewirkt. Die Umlaufgeschwindigkeit des Schlittens beträgt 100–120 Umdrehungen in der Minute.